# Басаев, Рустам
Рустам (Абубакар) Басаев (чечен. Баси Рустам; Пригородное, Грозненский район — 24 августа 2007, Ленинский район, Грозный, Чеченская Республика, РФ) — бригадный генерал ВС ЧРИ, командующий Центральным направлением Вооружённых сил Чеченской Республики Ичкерия (с 24 сентября 2006 года до своей смерти 24 августа 2007 года). Известен под псевдонимом амир Абубакр.

## Биография

### Происхождение
Рустам Басаев являлся уроженцем села Пригородное Грозненского района Чеченской Республики. Во время первой чеченской войны он был подростком. Занимался спортом, стал кандидатом в мастера спорта по вольной борьбе. По национальности — чеченец. 

### Вторая российско-чеченская война
В разгар второй чеченской войны он ушёл к боевикам, входил в различные партизанские отряды. Через некоторое время спустя сформировал боевую диверсионную группу под своим непосредственным руководством. Имел псевдоним амир Абубакр. Причастен ко многим вооружённым диверсиям против российских военнослужащих на территории Чеченской Республики и в других республиках Северо-Кавказского региона. В его подчинении находился Рустам Ажиев, тоже житель посёлка Пригородное, мастер спорта по вольной борьбе, впоследствии ставший его преемником и одним из известных военных командиров ЧРИ. 
С 24 сентября 2006 года Басаев возглавлял Центральный фронт Вооружённых сил Чеченской Республики Ичкерия, также получил звание бригадного генерала ВС ЧРИ из рук тогдашнего Президента Ичкерии (в изгнании) Доку Умарова. 
После ранения Басаев лечился на Украине, позже он вернулся в Чечню и вновь пополнил ряды вооружённых сторонников Ичкерии. После ликвидации в июле 2007 года амира Грозного Юнуса Ахмадова, во время ликвидации которого погиб начальник РОВД Октябрьского района Грозного Сайпуди Лорсанов, личный друг Рамзана Кадырова, группа Басаева, в которую также входил его брат, сосредоточилась в основном Грозном и в отместку убивала сотрудников МВД, ОМОНа и иных силовых структур, в том числе из других регионов Российской Федерации, которые находились в командировке в Чеченской Республике.

### Смерть
Вечером 23 августа 2007 года Басаев и несколько его подчинённых удалось обнаружить и блокировать в одном из жилых пятиэтажных домов в Ленинском районе (ныне — Ахматовский район) Грозного. Начальник МВД РФ по ЧР Руслан Алханов лично руководил операцией по блокированию и ликвидации Басаева. За ходом спецоперации наблюдал и глава Чечни Рамзан Кадыров. Басаев и его сообщники отказались сложить оружие и сдаться российским властям и оказали ожесточённое сопротивление, в результате продолжительного боя он был ликвидирован в ночь на 24 августа. Не обошлось без потерь и среди милиционеров: 

 «Басаев отказался подчиниться и скрылся в одной из квартир. Завязалась перестрелка. Боевик был убит. Также погибли двое сотрудников милиции. Пострадавших среди гражданского населения нет. У Басаева было обнаружено удостоверение военнослужащего батальона «Запад» 42-й мотострелковой дивизии Минобороны», — Министр внутренних дел РФ по ЧР Руслан Алханов. 

## Награды
- Высшая государственная награда ЧРИ — Орден: «Честь Нации» (посмертно)[16].